# 処格
処格（しょかく、ラテン語: casus locativus, 英語: locative case）とは、名詞・形容詞の格の一つで、場所を示す。
所格、地格、位格、依格、於格などともいう。
サンスクリットにおいては独立の格形を保っているが、古典ギリシア語では与格に、ラテン語ではごく一部の名詞を除いて奪格に吸収された。ラテン語で書かれた書物の扉において、出版地は処格形で示されている。また、スラヴ語では常に前置詞を伴うため、前置格（露：предложный падеж）という。ただし、チェコ語では6格と呼ぶ場合もある。
ウラル語族の一部（ハンガリー語、フィンランド語等）では、処格に相当するものとして複数の格（内格、出格、入格、接格、向格等） が独立に存在する。

## 日本語
日本語では格変化を持たない。その代わりに処格に対応する以下の格助詞を付加する。
- 存在・移動に関する動詞（ある、いる、住む、座る、行く、着く、置く、移る、移す、など：処格を必須の項として取るものが多い）に対しては「に/へ」[1]（英語前置詞の「to」に相当）
- それ以外の動詞に対しては「で（にて）」[2]（英語前置詞の「at」に相当）と使い分ける。

朝鮮語でも類似の使い分け（「에」と「에서」）がある。